# خانه میرزا رشید عطایی
خانه میرزا رشید عطایی خانه‌ای تاریخی است مربوط به دوره قاجار که در روستای بیدسکان از توابع دهستان باغستان بخش مرکزی شهرستان فردوس واقع شده‌است. این اثر در تاریخ ۲۴ بهمن ۱۳۸۶ با شمارهٔ ثبت ۲۱۲۴۴ به‌عنوان یکی از آثار ملی ایران به ثبت رسیده است.